# Jerzy Plewa (ur. 1934)
Jerzy Wojciech Plewa (ur. 8 marca 1934 w Izbicy) – polski działacz partyjny i państwowy i partyjny, inżynier, ekonomista, podsekretarz stanu w Ministerstwie Leśnictwa i Przemysłu Drzewnego (1978–1983).

## Życiorys
Syn Antoniego i Janiny. W 1951 ukończył Liceum Ogólnokształcące w Świeciu. Został absolwentem Wydziału Mechanicznego Politechniki Gdańskiej (1955), ekonomii w Wyższej Szkole Nauk Społecznych przy KC PZPR (1969) i Wydziału Ekonomiki Produkcji Szkoły Głównej Planowania i Statystyki (magisterium w 1974). W latach 1956–1965 pracował w Fabryce Maszyn Budowlanych w Szczecinie, dochodząc do stanowiska głównego konstruktora. Od 1965 do 1970 dyrektor techniczny Szczecińskiego Zakładu Przemysłu Maszynowego Leśnictwa, następnie do 1973 dyrektor techniczny Fabryki Obrabiarek do Drewna w Bydgoszczy. Pomiędzy 1973 a 1978 dyrektor naczelny Zjednoczenia Przemysłu Maszynowego Leśnictwa w Warszawie.
W 1960 wstąpił do Polskiej Zjednoczonej Partii Robotniczej. Od grudnia 1978 do marca 1983 pełnił funkcję podsekretarza stanu w Ministerstwie Leśnictwa i Przemysłu Drzewnego. W latach 1983–1988 radca handlowy ambasady PRL w Hanoi.